# スーパーヒーローMAX
スーパーヒーローMAX（スーパーヒーローマックス）は、CS放送局の東映チャンネル、ファミリー劇場、テレ朝チャンネル3局合同企画であり、毎年8月〜9月に東映製作の仮面ライダーシリーズとスーパー戦隊シリーズの劇場版が公開されるのに合わせて行われるイベントである。

## 番組内容
主に本枠は仮面ライダーとスーパー戦隊といった東映制作の2大特撮シリーズ作品によるTVシリーズ、前年公開（もしくは過去）の劇場版、メイキング映像、Vシネマなどといった内容となっている。
その他に、3局共同番組によるオリジナル帯番組も放送されている。
なお、同じ東映が関わる『メタルヒーローシリーズ』は本枠には含まれていない。東映チャンネルでは劇場版のスペシャルとして単独で放送されている。逆に、円谷プロ側の『ウルトラシリーズ』はライダー・戦隊と同様、TBSチャンネル・チャンネルNECO・ファミリー劇場など行われている。
本枠で過去に放送され、2015年現在で再放送中の、仮面ライダー作品とスーパー戦隊作品も対象。ただし、メタルヒーローはTVシリーズ作品にも含まれていない。

## ナビゲーター
3局共同番組によるオリジナル帯番組のナビゲーターは基本的に前年度もしくは前々年度スーパー戦隊の女性出演者がおこなっている（ただし2007年度、2011年度、2013年度は出演者の都合のため下記の通り少し違う）。2011年度より仮面ライダーシリーズの女性出演者も行うようになる。
- 2005年度　木下あゆ美・菊地美香（特捜戦隊デカレンジャー）
- 2006年度　甲斐麻美・別府あゆみ（魔法戦隊マジレンジャー）
- 2007年度　山崎真実（轟轟戦隊ボウケンジャー）・ドランクドラゴン
- 2008年度　福井未菜・平田裕香（獣拳戦隊ゲキレンジャー）
- 2009年度　逢沢りな・杉本有美（炎神戦隊ゴーオンジャー）
- 2010年度　高梨臨・森田涼花（侍戦隊シンケンジャー）
- 2011年度　にわみきほ（天装戦隊ゴセイジャー）・芳賀優里亜（仮面ライダー555、仮面ライダーキバ）・前田有紀（当時テレビ朝日アナウンサー）
- 2012年度　市道真央・小池唯（海賊戦隊ゴーカイジャー）
- 2013年度　清水富美加・志保（仮面ライダーフォーゼ）
- 2014年度　奥仲麻琴（仮面ライダーウィザード）・小宮有紗（特命戦隊ゴーバスターズ）
- 2015年度以降　なし

## その他
仮面ライダーシリーズとスーパー戦隊シリーズの劇場版公開に合わせて、関東ローカルでは、以前にも再放送が行われていた時期があった（2004年の『仮面ライダー剣』と『特捜戦隊デカレンジャー』は再放送ではなく、各話による総集編）。2005年では行われていなかったが、2006年には、再放送の代わりに、お笑いコンビのドランクドラゴンと各東映ヒーロー作品で演じている俳優らによるPR番組を放送されている。2007年からメイン・ナレーションを佐藤アサトが担当している。

## 放送局と番組編成
本枠は2004年開始当初、スーパーチャンネル(現・スーパー!ドラマTV)がパワーレンジャーシリーズを放送していたが、翌年以降はテレ朝チャンネルに移行されている。
そのメインである東映チャンネルでは本枠開始前後、「仮面ライダースペシャル」「メタルヒーロースペシャル」「スーパー戦隊スペシャル」「スーパーヒーロースペシャル」といった劇場版作品を放送していたこともある。
なお、一部の東映特撮作品は「完全復刻版！東映まんがまつり」内でも放送されていた。その一方で、ファミリー劇場では、『仮面ライダー（新）』や『仮面ライダーアマゾン』といった一部の仮面ライダー作品全話を一挙放送したことがあったり、近年『仮面ライダーカブト』（東映チャンネル）『轟轟戦隊ボウケンジャー』（テレ朝チャンネル）も各20話まで放送していた。
以降、現在地上波で放送されていたり、あるいはテレ朝チャンネルで集中的に再放送されている「スーパーヒーロー」作品のキャッチアップ放送（集中再放送　『仮面ライダー電王』『獣拳戦隊ゲキレンジャー』など）が実施されている。

## スーパーヒーローCLIMAX
2007年12月より、年末年始にかけて行われている東映チャンネルとテレ朝チャンネルの共同企画によるもの。（ファミリー劇場はこのキャンペーンには参加していない）「MAX」同様に過去の劇場版、メイキング映像、TVシリーズを一挙再放送（キャッチアップ放送）している。

### 放送枠
- テレビ朝日
- スーパーヒーロータイム

### 劇場公開枠
- 東映まんがまつり
- 東映スーパーヒーローフェア

### CS放送局
- スカパー!・スカパー!プレミアムサービス
  - 東映チャンネル
  - ファミリー劇場
  - テレ朝チャンネル（2005年から）
  - スーパーチャンネル（現・スーパー!ドラマTV）（2004年のみ）